# Osenbach
 Osenbach  es una localidad y comuna francesa, situada en el departamento de Alto Rin, en la región de Alsacia. Pertenece al distrito de Guebwiller y cantón de Rouffach.
Su población en el censo de 1999 era de 831 habitantes.
Está integrada en la Communauté de communes du Val de Soultzmatt-la Vallée Noble .

## Demografía
| 512 | 542 | 557 | 702 | 811 | 831 |
| Para los censos de 1962 a 1999 la población legal corresponde a la población sin duplicidades (Fuente: INSEE [Consultar]) |     |     |     |     |     |